# Il tiranno innamorato
Il tiranno innamorato (恋する暴君?, Koisuru boukun) è un manga scritto e disegnato da Hinako Takanaga, pubblicato sulla rivista Gush a partire dal 7 aprile 2004. In Italia i diritti della serie sono stati acquistati dalla Magic Press Edizioni che ne ha pubblicato il primo volume dal 27 settembre 2012. Sul manga è stato prodotto un adattamento animato composto da due episodi OAV messi in commercio rispettivamente il 25 giugno e il 26 novembre 2010. Si tratta del sequel di Challengers e riprende la storia di Morinaga e Souichi.

## Trama
La storia riprende esattamente da dove era stata bruscamente interrotta in Challengers. Tetsuhiro è uno studente universitario che ha una cotta per il suo senpai Souichi, il quale lo assiste sempre premurosamente nei propri progetti di ricerca. Dopo aver confessato i suoi sentimenti ed esser stato bruscamente respinto, Tetsuhiro medita di trasferirsi in un'altra facoltà ma Souichi, senza amici ed emotivamente dipendente da Tetsuhiro, lo prega di rimanere, insistendo sul fatto che possono benissimo continuare ad essere buoni amici, anche senza dover per forza diventare amanti.
Tomoe, il fratello di Souichi, e Mitsugu si sono nel frattempo trasferiti in California per lavoro, proprio nel periodo in cui, in quello Stato, è stato legalizzato il matrimonio omosessuale. Souichi a questo punto avvisa Tomoe di non farsi venire strane idee in testa, come ad esempio volersi sposare con Mitsugu. Ma questa è proprio l'idea che hanno i due fidanzati: Souichi, furioso, va in giro urlando di voler andare in America per uccidere Mitsugu. Tetsuhiro riesce a calmarlo e lo convince a seguirlo nel suo appartamento per bere qualcosa.
Tuttavia dopo aver praticamente svuotato tutte le risorse alcoliche di Morinaga, Souichi beve (incosciente di cosa ci fosse al suo interno) una bottiglia di wiskhy contenente però un potente afrodisiaco.
Finiscono a letto assieme e qui finalmente Tetsuhiro può realizzare tutti i suoi più reconditi desideri sessuali con l'amato di sempre. Dal mattino seguente la storia tra i due si sviluppa sempre più apertamente, costringendo l'ancora troppo represso Souichi a fare i conti con i suoi impulsi insopprimibili verso l'amico e collega.

## Personaggi
Souichi Tatsumi (たつみ そういち?, Tatsumi Sōichi)
Doppiato da: Hikaru Midorikawa
È uno dei due protagonisti della storia nonché il "tiranno" che dà il nome alla serie. Studia all'università come ricercatore in ambito biologico ed è aiutato da Morinaga nel progetto. È il fratello maggiore e, dopo la morte della madre, si è sempre occupato della gestione della casa e della cura dei fratelli per via della mancanza del padre, ricercatore sempre in viaggio. Ha un carattere schivo ed iracondo, si irrita facilmente ed è riservato tanto che Morinaga sembra essere l'unico con cui è in confidenza. È fortemente omofobo e gli unici gay che "tollera" sono il fratello Tomoe e Morinaga, questa sua repulsione verso l'omosessualità lo spingerà ad avere profonde crisi interiori e a non voler riconoscere il crescente sentimento provato nei confronti del kohai.
Tetsuhiro Morinaga (もりなが てつひろ?, Morinaga Tetsuhiro)
Doppiato da: Kōsuke Toriumi
È uno dei due protagonisti della storia. È l'assistente di Souichi nel progetto di ricerca all'università ed è innamorato di lui da molti anni. Dopo aver fatto coming out con la sua famiglia, se n'è andato di casa per allontanarsi dal disprezzo dei genitori e del fratello e vive da solo in un appartamento poco distante dall'università. È perseverante e paziente, ha un carattere dolce ed è fedele anche se il più delle volte non riesce a contenere la sua attrazione fisica per il senpai.
Hiroto (ヒロト?)
Doppiato da: Daisuke Hirakawa
Lavora come barista in un Gay-Bar ed è amico, nonché confidente, di Morinaga. È lui che regala la bevanda afrodisiaca a Morinaga per "combattere" la frigidità di Souichi.
Kanako Tatsumi (たつみ かなこ?, Tatsumi Kanako)
Doppiata da: Ayaka Kyo
È la sorella minore di Souichi, vive con lui in casa finché questi non inizia la sua convivenza con Morinaga, poi andrà a vivere con sua zia Matsuda. Lei si preoccupa per la salute del fratello maggiore ed è la prima familiare ad accorgersi dei sentimenti latenti del fratello verso Morinaga.
Taichirou Isogai (いそがい たいちろう?, Isogai Taichirō)
Doppiato da: Toshihiko Seki
È il migliore amico di Kurokawa, vive a Tokio ed è colui che più di una volta ha salvato la vita a Kurokawa dall’ira di Souichi. Dopo essere arrivato in giappone, casualmente vede Souichi in atteggiamenti intimi con Morinaga per strada e decide di ricattarlo.
Tuttavia tra lui e Souichi successivamente si svilupperà una relazione molto più amicale, tanto che il tiranno si troverà più di una volta a confidarsi con lui.
Tomoe Tatsumi (たつみ ともえ?, Tatsumi Tomoe)
Doppiato da: Kōki Miyata
È il fratello di Souichi e protagonista della serie Challengers, si è trasferito in California con il compagno per motivi di lavoro.
Mitsugu Kurokawa (くろかわ みつぐ?, Kurokawa Mitsugu)
Doppiato da: Tomokazu Sugita
È il compagno e futuro marito di Tomoe. È terrorizzato da Souichi dal quale è stato incolpato svariate volte di aver "reso" omosessuale Tomoe. Tutte le volte che incontra il tiranno rischia per la sua incolumità finché Isogai non interverrà a salvarlo in più di in occasione.
Kunihiro Morinaga (もりなが くにひろ?, Morinaga Kunihiro)
È il fratello di Tetsuhiro. È una persona egoista e crudele, non si riserva di denigrare il fratello per la sua omosessualità e lo incolpa del tentato suicidio dell'amico d'infanzia Masaki senza rendersi conto d'esserne lui stesso la causa. Dopo aver divorziato si renderà conto di provare dei sentimenti nei confronti di Masaki e lo andrà a cercare.
Junya Masaki (まさき じゅんや?, Masaki Junya)
È l'amico d'infanzia di Kunihiro ed il primo amore non corrisposto di Tetsuhiro. Dal carattere fragile, segretamente innamorato di Kunihiro e, dopo essere stato scoperto in atteggiamenti amorosi con il fratello di questo, tenterà il suicidio spinto dalla vergogna e dal dolore provocato dalla conosciuta omofobia di Kunihiro.

## Media

### Manga
Il manga, scritto e disegnato da Hinako Takanaga, viene serializzato dal 7 aprile 2004 sulla rivista Gush Comics edita da Kaiohsha. I vari capitoli vengono raccolti in volumi tankōbon dal 7 febbraio 2005.
In Italia la serie viene pubblicata da Magic Press Edizioni nella collana 801 dal 6 ottobre 2012.

#### Volumi
| Nº | Data di prima pubblicazione | Data di prima pubblicazione                                                 | Data di prima pubblicazione | Data di prima pubblicazione |
| Nº | Giapponese                  | Giapponese                                                                  | Italiano                    | Italiano                    |
| -- | --------------------------- | --------------------------------------------------------------------------- | --------------------------- | --------------------------- |
| 1  | 7 febbraio 2005             | ISBN 4-87-724398-4                                                          | 6 ottobre 2012              | ISBN 978-88-7759-588-1      |
| 2  | 7 novembre 2005             | ISBN 4-87-724430-1                                                          | 22 dicembre 2012            | ISBN 978-88-7759-589-8      |
| 3  | 9 dicembre 2006             | ISBN 4-87-724483-2                                                          | 9 marzo 2013                | ISBN 978-88-7759-590-4      |
| 4  | 10 aprile 2008              | ISBN 978-4-877-24844-4                                                      | 8 giugno 2013               | ISBN 978-88-7759-591-1      |
| 5  | 10 giugno 2009              | ISBN 978-4-877-24129-2                                                      | 30 settembre 2013           | ISBN 978-88-7759-592-8      |
| 6  | 20 giugno 2010              | ISBN 978-4-877-24197-1 (ed. regolare) ISBN 978-4-877-24198-8 (ed. limitata) | 8 febbraio 2014             | ISBN 978-88-7759-593-5      |
| 7  | 20 novembre 2011            | ISBN 978-4-796-40245-3                                                      | 12 settembre 2015           | ISBN 978-88-7759-594-2      |
| 8  | 10 febbraio 2012            | ISBN 978-4-796-40276-7                                                      | 21 novembre 2015            | ISBN 978-88-7759-595-9      |
| 9  | 10 aprile 2014              | ISBN 978-4-796-40553-9                                                      | 27 febbraio 2016            | ISBN 978-88-7759-984-1      |
| 10 | 9 aprile 2016               | ISBN 978-4-796-40852-3                                                      | 30 agosto 2017              | ISBN 978-88-6913-327-5      |
| 11 | 10 aprile 2018              | ISBN 978-4-796-41138-7                                                      | 28 agosto 2020              | ISBN 978-88-6913-653-5      |
| 12 | 10 febbraio 2020            | ISBN 978-4-796-41348-0                                                      | 23 ottobre 2020             | ISBN 978-88-6913-666-5      |

13ISBN 978-4-796-41348-0 ISBN 978-88-6913-666-5 
14ISBN 978-4-796-41348-0 ISBN 978-88-6913-666-5 
15ISBN 978-4-796-41348-0 ISBN 978-88-6913-666-5 

### Anime
Un adattamento OAV prodotto dallo studio d'animazione PrimeTime e diretto da Keiji Kawakubo, è stato distribuito dal 25 giugno al 26 novembre 2010 per un totale di due episodi. La miniserie è stata prodotta da Yūki Morishita e sceneggiata da Yukina Hiiro. Il character design è stato curato da Tomoko Hirota mentre la colonna sonora è stata composta da Nobuyuki Abe.

#### Episodi
| Nº | Titolo italiano (traduzione letterale) Giapponese 「Kanji」 - Rōmaji                                                         | Prima edizione   | Prima edizione |
| Nº | Titolo italiano (traduzione letterale) Giapponese 「Kanji」 - Rōmaji                                                         | Giapponese       |                |
| 1  | C'è una data migliore per l'amore? 「恋に賞味期限ってありますか？」 - Koi ni shōmikigentte arimasu ka?                       | 25 giugno 2010   |                |
| 2  | Siamo diventati amanti, giusto...? 「俺たち恋人同士になったんですよね…？」 - Oretachi koibito dōshi ni nattan desu yo ne...? | 26 novembre 2010 |                |